# Niophis bucki
Niophis bucki är en skalbaggsart som beskrevs av Martins och Monné 1973. Niophis bucki ingår i släktet Niophis och familjen långhorningar. Inga underarter finns listade i Catalogue of Life.